# Louis Fage
Jean Baptiste Louis Fage (1883 - 1964) est un biologiste marin, spéléologue et arachnologue français.

## Biographie
Louis Fage est né le 30 septembre 1883 à Limoges (Haute-Vienne), dans une famille limousine qui comptait en elle des gens de robe ou de profession libérale. Son père, René Fage,, bâtonnier du barreau de Limoges était également archéologue, membre correspondant de l'Académie des inscriptions et belles-lettres et ami d'Edmond Perrier, professeur au Muséum national d'histoire naturelle.
Il étudie au collège Saint-Martial de Limoges puis poursuit, à partir de 1902, ses études supérieures à Paris avec ses frères Henri et André. Par l'intermédiaire de son grand-père et de son père qui avaient fait leur droit à Paris, il fut mis en relation avec Edmond Perrier alors directeur du Muséum national d'histoire naturelle et c'est en regardant les vitrines de ce Musée que se développa sa curiosité pour le monde du vivant.
Il commence à étudier la biologie à la Sorbonne et au laboratoire de Saint-Vaast-la-Hougue où il rencontre Rémy Perrier (1861 - 1936) et Gaston Bonnier (1851 - 1922).
Après l’obtention de son doctorat en 1906 portant sur l'histologie des organes reproducteurs des Polychètes, il travaille au Laboratoire de biologie marine de Banyuls-sur-Mer sur l'étude des poissons méditerranéens. A Banyuls, en 1909, Louis Fage et Emil Racoviță découvrent, dans les trottoirs d'algues calcaires, une petite araignée sous-marine, Desidiopsis racovitzai (Mizaga racovitzai (Fage, 1909)), apparentée aux grosses Desis des récifs tropicaux. La description de cette forme inattendue amena Louis Fage vers Eugène Simon, l'illustre arachnologue, dont il fut l'ami et pour lequel il a toujours conservé un grand respect.
En 1920, il rejoint le Muséum national d'histoire naturelle et succède, en 1938, à Charles Joseph Gravier (1865 - 1937).
Il est mort le 28 mai 1964 à Dijon.

## Activités spéléologiques
Dans le domaine souterrain, il était spécialiste des crustacés (amphipodes, décapodes) et des araignées.
Il collabora très tôt aux travaux biospéologiques d'Emil Racoviţă et de René Jeannel et participa à leurs explorations dans les Pyrénées et les Causses.
Il fut à l'origine de la création par le CNRS du Laboratoire souterrain de Moulis en Ariège, dont il fut le premier président du Comité de direction. Il présida également la Commission de spéléologie du CNRS.

## Travaux scientifiques
Il publia une quarantaine de travaux d'ordre biospéologique, portant surtout sur les crustacés aquatiques et sur les araignées.
Il est l'auteur de plus de 200 travaux portant sur les Annélides, les Péripates, les Pycnogonides, divers Arachnides, les Cumacés, les Amphipodes, les Euphausiacés, les Décapodes, les Clupéidés, les Gobiidés et autres Poissons.
Il est l'auteur d'une famille d'araignées aranéomorphes à six yeux, les Ochyroceratidae Fage, 1912.
Au cours de ses travaux sur les araignées, il a décrit plusieurs dizaines d'espèces, toujours valides, dont certaines en collaboration avec Eugène Simon.
Liste des espèces d'araignées décrites par Louis Fage
- Agelena atlantea Fage, 1938 - famille Agelenidae
- Amaurobius cerberus Fage, 1931 - famille Amaurobiidae
- Ancylotrypa fasciata Fage, 1936 - famille Cyrtaucheniidae
- Andoharano decaryi (Fage, 1945) - famille Filistatidae
- Andromma bouvieri Fage, 1936 - famille Liocranidae
- Anelosimus decaryi (Fage, 1930) - famille Theridiidae
- Apneumonella oculata Fage, 1921 - famille Telemidae
- Asthenargus inermis Simon & Fage, 1922 - famille Linyphiidae
- Bathyphantes diasosnemis Fage, 1929 - famille Linyphiidae
- Berlandia tenebricola Simon & Fage, 1922 - famille Sparassidae
- Blanioonops patellaris Simon & Fage, 1922 - famille Oonopidae
- Bordea berlandi (Fage, 1931) - famille Linyphiidae
- Callitrichia hamifera Fage, 1936 - famille Linyphiidae
- Callitrichia kenyae Fage, 1936 - famille Linyphiidae
- Callitrichia marakweti Fage, 1936 - famille Linyphiidae
- Camptoscaphiella glenniei (Fage, 1946) - famille Oonopidae
- Carpathonesticus simoni (Fage, 1931) - famille Nesticidae
- Cebrennus cultrifer Fage, 1921 - famille Sparassidae
- Cebrennus powelli Fage, 1921 - famille Sparassidae
- Centromerus chappuisi Fage, 1931 - famille Linyphiidae
- Centromerus leruthi Fage, 1933 - famille Linyphiidae
- Centrophantes crosbyi (Fage & Kratochvíl, 1933) - famille Linyphiidae
- Cresmatoneta leucophthalma (Fage, 1946) - famille Linyphiidae
- Cydrela albopilosa Simon & Fage, 1922 - famille Zodariidae
- Damastes malagassus (Fage, 1926) - famille Sparassidae
- Diaea rohani Fage, 1923 - famille Thomisidae
- Domitius lusitanicus (Fage, 1931) - famille Nesticidae
- Dysdera bicornis Fage, 1931 - famille Dysderidae
- Dysderina granulosa Simon & Fage, 1922 - famille Oonopidae
- Dysderina perarmata Fage & Simon, 1936 - famille Oonopidae
- Dysderina straba Fage, 1936 - famille Oonopidae
- Dysderoides typhlos Fage, 1946 - famille Oonopidae
- Eratigena herculea (Fage, 1931) - famille Agelenidae
- Eratigena hispanica (Fage, 1931) - famille Agelenidae
- Folkia pauciaculeata (Fage, 1943) - famille Dysderidae
- Gamasomorpha jeanneli Fage, 1936 - famille Oonopidae
- Gonatium orientale Fage, 1931 - famille Linyphiidae
- Hahnia banksi Fage, 1938 - famille Hahniidae
- Heteropoda robusta Fage, 1924 - famille Sparassidae
- Hexapopha reimoseri (Fage, 1938) - famille Oonopidae
- Hiboka geayi Fage, 1922 - famille Idiopidae
- Hybosida scabra Simon & Fage, 1922 - famille Palpimanidae
- Lepthyphantes biseriatus Simon & Fage, 1922 - famille Linyphiidae
- Lepthyphantes biseriatus infans Simon & Fage, 1922 - famille Linyphiidae
- Lepthyphantes emarginatus Fage, 1931 - famille Linyphiidae
- Lepthyphantes gadesi Fage, 1931 - famille Linyphiidae
- Lepthyphantes kratochvili Fage, 1945 - famille Linyphiidae
- Lepthyphantes phallifer Fage, 1931 - famille Linyphiidae
- Leptoneta corsica Fage, 1943 - famille Leptonetidae
- Leptoneta manca Fage, 1913 - famille Leptonetidae
- Leptoneta vittata Fage, 1913 - famille Leptonetidae
- Malthonica africana Simon & Fage, 1922 - famille Agelenidae
- Merizocera crinita (Fage, 1929) - famille Ochyroceratidae
- Metaleptyphantes perexiguus (Simon & Fage, 1922) - famille Linyphiidae
- Mizaga racovitzai (Fage, 1909) - famille Dictynidae
- Monocentropus lambertoni Fage, 1922 - famille Theraphosidae
- Nemesia sanzoi Fage, 1917 - famille Nemesiidae
- Nesticus silvestrii Fage, 1929 - famille Nesticidae
- Ochyrocera oblita Fage, 1912 - famille Ochyroceratidae
- Olios coenobitus Fage, 1926 - famille Sparassidae
- Olios erraticus Fage, 1926 - famille Sparassidae
- Opopaea berlandi (Simon & Fage, 1922) - famille Oonopidae
- Oreocyba elgonensis (Fage, 1936) - famille Linyphiidae
- Palliduphantes bolivari (Fage, 1931) - famille Linyphiidae
- Palliduphantes byzantinus (Fage, 1931) - famille Linyphiidae
- Pelecopsis physeter (Fage, 1936) - famille Linyphiidae
- Pholcus chappuisi Fage, 1936 - famille Pholcidae
- Phyxelida tanganensis (Simon & Fage, 1922) - famille Phyxelididae
- Pimoa breuili (Fage, 1931) - famille Pimoidae
- Pimoa crispa (Fage, 1946) - famille Pimoidae
- Poecilochroa antineae Fage, 1929 - famille Gnaphosidae
- Pseudicius espereyi Fage, 1921 - famille Salticidae
- Pterotricha dalmasi Fage, 1929 - famille Gnaphosidae
- Robertus cantabricus Fage, 1931 - famille Theridiidae
- Sinopoda microphthalma (Fage, 1929) - famille Sparassidae
- Smeringopus arambourgi Fage, 1936 - famille Pholcidae
- Spermophora berlandi Fage, 1936 - famille Pholcidae
- Strongyliceps alluaudi Fage, 1936 - famille Linyphiidae
- Sulcia cretica Fage, 1945 - famille Leptonetidae
- Taranucnus bihari Fage, 1931 - famille Linyphiidae
- Theotima fallax Fage, 1912 - famille Ochyroceratidae
- Thomisus nepenthiphilus Fage, 1930 - famille Thomisidae
- Troglohyphantes alluaudi Fage, 1919 - famille Linyphiidae
- Troglohyphantes caecus Fage, 1919 - famille Linyphiidae
- Troglohyphantes excavatus Fage, 1919 - famille Linyphiidae
- Troglohyphantes gestroi Fage, 1933 - famille Linyphiidae
- Troglohyphantes gracilis Fage, 1919 - famille Linyphiidae
- Troglohyphantes similis Fage, 1919 - famille Linyphiidae
- Troglohyphantes simoni Fage, 1919 - famille Linyphiidae
- Troglohyphantes solitarius Fage, 1919 - famille Linyphiidae
- Troglohyphantes spinipes Fage, 1919 - famille Linyphiidae
- Troglothele coeca Fage, 1929 - famille Barychelidae
- Viciria chabanaudi Fage, 1923 - famille Salticidae
- Walckenaeria crosbyi (Fage, 1938) - famille Linyphiidae
- Wendilgarda assamensis Fage, 1924 - famille Theridiosomatidae
- Zatavua madagascariensis (Fage, 1945) - famille Pholcidae
- Zelotes tarsalis Fage, 1929 - famille Gnaphosidae

Rendant hommage à son travail arachnologique, certains auteurs ont nommé un genre, Fageia, et plusieurs espèces d'araignées en son honneur.
Liste des espèces d'araignées nommées en l'honneur de Louis Fage :
- Fageia Mello-Leitão, 1929 [9] - famille Philodromidae

- Cambalida fagei (Caporiacco, 1939)[10] - famille Corinnidae
- Chira fagei Caporiacco, 1947[11] - famille Salticidae
- Dundocera fagei Machado, 1951[12] - famille Ochyroceratidae
- Gnaphosa fagei Schenkel, 1963[13] - famille Gnaphosidae
- Kryptonesticus fagei (Kratochvíl, 1933)[14] - famille Nesticidae
- Lepthyphantes fagei Machado, 1939[15] - famille Linyphiidae
- Leptoneta fagei Simon, 1914[16] - famille Leptonetidae
- Menemerus fagei Berland & Millot, 1941[17] - famille Salticidae
- Minotauria fagei (Kratochvíl, 1970)[18] - famille Dysderidae
- Mistaria fagei (Caporiacco, 1949)[19] - famille Agelenidae
- Miturga fagei Kolosváry, 1934[20] - famille Miturgidae
- Nemesia fagei Frade & Bacelar, 1931[21] - famille Nemesiidae
- Ochyrocera fagei Brignoli, 1974[22] - famille Ochyroceratidae
- Panamomops fagei Miller & Kratochvíl, 1939[23] - famille Linyphiidae
- Pharacocerus fagei Berland & Millot, 1941[17] - famille Salticidae
- Pholcus fagei Kratochvíl, 1940[24] - famille Pholcidae
- Speocera fagei (Berland, 1914)[25] - famille Ochyroceratidae
- Steatoda fagei (Lawrence, 1964)[26] - famille Theridiidae
- Talanites fagei Spassky, 1938[27] - famille Gnaphosidae
- Trogloctenus fagei (Lessert, 1935)[28] - famille Ctenidae
- Troglohyphantes fagei Roewer, 1931[29] - famille Linyphiidae
- Zatavua fagei (Millot, 1946)[30] - famille Pholcidae
- Zelotes fagei Denis, 1955[31] - famille Gnaphosidae

D'autres espèces d'invertébrés cavernicoles ont également été nommées en son honneur.
- Galliocookia fagei Ribaut, 1955[32] - famille Trichopolydesmidae
- Diaprysius fagei Jeannel, 1914[33] - famille Leiodidae (découvert en janvier 1914 dans la grotte de la Coquelière (Saint-André-de-Cruzières & Courry) par Charles Fagniez, René Jeannel, Emil Racovitza et Louis Fage)[34]

## Hommages et Distinctions
Il reçoit en 1947 la médaille d'or de l'association Johannes Schmidt pour l'exploration de la mer.
Il dirigea les revues scientifiques Annales de l'Institut Océanographique et Archives de Zoologie expérimentale et générale.
Il fut président des commissions du Bathyscaphe et de la Calypso au Centre National de la Recherche Scientifique.
Un médaillon à l'effigie de Louis Fage réalisé en plâtre en 1953 par Robert Cochet et intitulé Professeur Louis Fage, membre de l'Institut est conservé au Musée Carnavalet à Paris (Numéro d’inventaire: S3659).
Le Louis Fage est un bateau de prélèvement (SM 735565) de la station de biologie marine de Dinard (CRESCO).
 Commandeur de la Légion d'honneur

## Sources et références
- « Les grandes figures disparues de la spéléologie française », Spelunca (Spécial Centenaire de la Spéléologie), no 31,‎ juillet-septembre 1988, p. 48 (lire en ligne)
- Delanghe, Damien, Médailles et distinctions honorifiques (document PDF), in : Les Cahiers du CDS no 12, mai 2001.
- Association des anciens responsables de la fédération française de spéléologie : In Memoriam.
- A.A. (1964) : Nécrologie in Spelunca (Paris), 1964 (2); page 59.
- (ro) Margareta Dumitrescu, « Louis Fage (1883-1964) », Travaux de l'Institut de spéléologie Emil Racovitza, Bucarest, t. IV,‎ 1965, p. 17–20
- Vandel, A. (1964) : Annales de spéléologie (Paris), tome XIX, fascicule 2, pages 245-254, photographie hors-texte.
- Gallien, L. (1971) : Notice sur la vie et l'œuvre de Louis Fage (1883-1964). Membre de la section de Zoologie. Académie des Sciences, Notices et discours, Publications de l'Institut de France, Paris, V, 85: 673-677. (pdf)